# Dan Castellaneta
Daniel Louis Castellaneta (Chicago, 29 d'octubre de 1957) és un actor ítalo-estatunidenc més conegut per ser la veu de Homer Simpson en la versió original de la sèrie Els Simpson. També ha interpretat les veus del geni a la pel·lícula de Disney El retorn de Jaffar i de l'Avi Phil en la sèrie animada Hey,Arnold!, a més d'altres papers en sèries com The Batman, Vaca i pollastre i altres sèries animades. Dan Castellaneta va ser membre de l'elenc de The Tracey Ullman Show on Els Simpsons van fer la seva aparició per primera vegada. Per homenatjar la seva tasca, apareix com a actor convidat en un capítol de la sèrie de televisió nord-americana Stargate, en la qual es parla en diverses ocasions d'Els Simpson. Fins i tot, quan els Simpson van visitar els estudis Fox, Homer crida a Dan Castellaneta i aquest li diu que posi el cap al carro de tours, Homer es nega i es colpeja el cap amb la cama d'una estàtua.

## Biografia
Castellaneta va néixer a Chicago, Illinois, i va cursar els seus estudis a l'Escola Secundària Oak Park i River Forest, i a la Universitat Northern Illinois. Va créixer al sud-est de Oak Park en una llar modesta situada en Humphrey Avenue. Mentre va cursar els seus estudis secundaris, va ser part de l'equip de Dick Trout, que diria, "En Dan era graciós però jugava com una nena". Després de la graduació, va treballar al programa The Second City, que més tard va descriure com "un lloc on si no ets bó, et transformen en un bon comediant. Si ja eres bo, et milloren encara més".

Signatura de Dan Castellaneta.

### Els Simpson
En Els Simpson, Castellaneta fa les veus d'Homer Simpson, Abraham "Avi" Simpson, Barney Gumble, Krusty el pallasso, Willie, l'alcalde Joe Quimby, Hans Moleman, Sideshow Mel, Itchy, Kodos, Arnie Peu, Scott Christian, Squeaky Voiced Teen i altres personatges. Pel seu treball en la sèrie, ha guanyat tres premis Primetime Emmy per "Millor actuació de veu". També va escriure episodis per a la sèrie amb la seva esposa, Deb Lacusta, i va aparèixer com ell mateix en els episodis I am Furious Yellow, Homer Simpson, This Is Your Wife i He Loves to Fly and He D'oh's.
Va aparèixer com a estrella convidada en la sèrie nord-americana L.A. Law, en un episodi en el qual era acomiadat per tenir un comportament inadequat en el seu treball (estar disfressat d'Homer Simpson en un parc temàtic de Califòrnia). L'episodi va ser emès el 1992.
Fins a 1998, Castellaneta rebia 30.000 dòlars per episodi. Castellaneta i els altres cinc actors de veu principals dels Simpson van estar involucrats en una disputa pels salaris, en la qual la Fox va intentar reemplaçar-los per nous actors. Fins i tot, van arribar a fer audiències per aconseguir les noves veus. No obstant això, el problema es va resoldre aviat i des de 1998 fins a 2004, van rebre 125.000 dòlars per episodi. El 2004, els actors de veu intencionalment van faltar a diverses sessions d'enregistrament, demandant un sou de 360.000 dòlars per episodi. La vaga va acabar un mes després i el salari de Castellaneta va ser incrementat a 250.000 dòlars per episodi. Una altra negociació el 2008 va aconseguir un sou de 400.000 dòlars per episodi. També, Castellaneta va començar a treballar com a productor en la sèrie.
El 20 d'abril de 2007 Castellaneta va superar a James Arness i a Kelsey Grammer en temps dedicat personificant a un personatge de la televisió nord-americana. Ha interpretat a Homer Simpson en El show de Tracey Ullman i en Els Simpson des de 1987, superant els rècords de vint anys de Arness i Grammer.

### Altres treballs
Dan va interpretar a l'Avi i al camioner mentalment inestable conegut com "The Jolly-Olly Man" (entre d'altres) en la sèrie de Nickelodeon Hey Arnold!, a Jonathan en All Grown Up! (a més de Rugrats), a diversos personatges de The Cat in the Hat, i a "El Diable Robot" en Futurama. El 1999 va interpretar a Nordom the anti-Modron en el joc d'ordinador Planescape: Torment.
Castellaneta va fer la veu del personatge principal en la sèrie d'animació Earthworm Jim i va ser el narrador de la pel·lícula Super Mario Bros. El 2005, va aparèixer en la sèrie Arrested Development com el Dr. Stein, un metge incompetent que diagnostica erròniament al personatge de Jason Bateman (deixant les seves eines dins del seu cos després d'operar-ho, fent-li exclamar "D'oh!") i en la pel·lícula La guerra dels Rose, en la qual demana el divorci al principi de la pel·lícula. També va aparèixer en episodis de Frasier, Friends, Ren 911!, Scrubs, Married... with Children (en l'episodi "The Danse Show", Castellaneta interpreta a la parella d'un home atractiu amb el qual Peg ballava totes les nits i acaba cuinant amb Al), Yes, Dear, Reba, Everybody Loves Raymond, ALF, That '70s Show, i Stargate SG-1.
Va posar la seva veu el 2006 en l'especial The Jimmy Timmy Power Hour fent que Goddarg parli per primera vegada amb la seva veu de Decimator.
El 22 de febrer de 2000 va ser publicat el seu primer àlbum musical, Two Lips. El 23 d'abril de 2002 va sortir a la venda el seu primer CD de comèdia, I Am Not Homer, en el qual ell i la seva esposa fan esquetxos còmics. Tots dos CD van ser produïts per Oglio Records. I Am Not Homer és una paròdia de la primera autobiografia de Leonard Nimoy, I Am Not Spock.
Castellaneta va interpretar a Aaron Spelling en la pel·lícula de NBC de 2004 Behind the Camera: The Unauthorized Story of Charlie's Angels, que explicava la història real de com Spelling havia creat el programa. Castellaneta va gravar també la veu de Megavolt en Darkwing Duck, el geni en la seqüela d'Aladdin El retorn de Jafar i en la sèrie de TV també anomenada Aladdin. També va personificar al Dr. Zibaldo en l'episodi de Talespin "The Incredible Shrinking Molly".
A principis dels anys 1980, Castellaneta va tenir una breu aparició com el detectiu Farblonget, un investigador privat, al programa per a nens Beyond the Magic Door.
Castellaneta va ser l'estrella convidada com Joe Spencer en l'episodi de Stargate SG-1 "Citizen Joe". Va ser una connexió indirecta i humorística entre Els Simpson i Stargate, ja que Castellaneta interpreta a Homer en Els Simpson, el programa favorit del personatge principal de Stargate, Jack O'Neill. Homer és aparentment molt important per a Jack (en l'episodi "Beneath the Surface" s'esborra la memòria d'O'Neill però encara aconsegueix recordar un home calb amb una camisa de màniga curta, que resulta ser Homer). La connexió és més profunda, ja que Dan, juntament amb la seva esposa, van escriure l'episodi dels Simpson "Kiss Kiss, Bang Bangalore", l'estrella convidada del qual va ser Richard Dean Anderson, l'actor que interpreta a O'Neill en Stargate i a Angus MacGyver en MacGyver.
Castellaneta va fer un cameo en un episodi de la tercera temporada de Veronica Mars com un professor de sociologia, dirigint un experiment amb Logan i Wallace.
Castellaneta va tenir també un paper en el drama de Will Smith La recerca de la felicitat, interpretant un empleat de l'empresa Dean Witter Reynolds anomenat Alan Frakesh. Castellaneta també fa la veu del dolent de Batman Arnold Wesker / Ventríloc i Cara Tallada, en la sèrie animada The Batman.
El 2007 va aparèixer en The Bicycle Men a The King's Head Theatre a Londres.

## Vida personal
Dan està casat amb la guionista Deb Lacusta i viu a Los Angeles, on ocasionalment es reuneix amb els seus companys de The Second City. És vegetarià i no consumeix begudes alcohòliques.
La seva mare és Elsy Castellaneta, que va rebre un homenatge en un capítol de la sèrie Els Simpson.

## Filmografia

### Cinema
- Nothing in Common (1986)
- La guerra dels Rose (The War of the Roses) (1989)
- K-9 (1989)
- The Thing that Ate Everybody (1989)
- Say Anything... (1989)
- Don't Tell Mom the Babysitter's Dead (1991)
- Super Mario Bros. (1993)
- Love Affair (1994)
- El client (The Client) (1994)
- The Return of Jafar (1994)
- Oblidar París (Forget Paris) (1995)
- Space Jam (1996)
- My Giant (1998)
- Joseph: King of Dreams (2000)
- Neil Simon's Laughter On The 23rd Floor (2001)
- Buttleman (2002)
- Hey Arnold!: The Movie (2002)
- Return to Never Land (2002)
- El gat (The Cat in the Hat) (2003)
- Kim Possible: The Secret Files (2003)
- The Jimmy Timmy Power Hour (2004)
- Scooby Doo! Pirates Ahoy! (2006)
- La recerca de la felicitat (The Pursuit of Happyness) (2006)
- Casper's Scare School (2006)
- I-See-You.Com (2006)
- Els Simpson: la pel·lícula (2007)
- I Want Someone to Eat Cheese With (2007)
- Hellboy Animated: Iron Shoes (2007)
- Futurama: The Beast with a Billion Backs (2008)
- Superhero Movie (2008)
- Super 8 (2011)
- Els Quatre Fantàstics (Fantastic Four) (2015)
- White Weapon (2015)

### Televisió
- The Tick - Diversos personatges
- Yes, Dear - Walt
- Beyond the Magic Door (circa 1983) - Detectiu Farblonget
- The Tracey Ullman Show (1987-1990)
- Els Simpson (1989-present)
- Dynamo Duck (1990) - Narrador
- TaleSpin (1990)
- Tom & Jerry Kids (1990-1995) - Tom
- Married... With Children (1990 i 1992) - Diversos personatges
- Back to the Future: The Animated Series (1991-1993) - Doctor Emmett L. Brown
- Ànec Darkwing (1991) - Megavolt
- Taz-Mania (1991) - Mr. Thickley
- Rugrats (1991 - 2003) - Jonathan
- Earthworm Jim(1994): Earthworm Jim
- Aladdin (1994-1996): Geni
- Friends (1996): El guàrdia del zoològic en "The One After the Superbowl"
- Eek! the Cat (1997) Mittens
- Futurama (diversos episodis entre 1999 i 2003) ('Beelzebot')
- La Família Salvatge (2004): senyor Horner i la veu de Franklin, en l'episodi "Allibereu a Lily"
- Ren 911! (2008): l'encarregat de remoure cadàvers d'animals
- Monk (2008): propietari d'una tenda d'obstinacions, en l'episodi "Mr. Monk Goes to the Bank"
- How I Met Your Mother (2009): "Sensesostre" Milt.
- Castle (2009): Jutge Markway.
- Desperate Housewives (sèrie de TV) (2009) - pilot (temporada 6, capítol 10)